# Của cải công của các quốc gia
"Của cải công của các quốc gia: Quản lý tài sản công có thể thúc đẩy hay làm đổ vỡ tăng trưởng kinh tế như thế nào” (The Public Wealth of Nations: How Management of Public Assets Can Boost or Bust Economic Growth), Palgrave, 2015) là cuốn sách của 2 tác giả Dag Detter và Stefan Fölster. Cuốn sách cho thấy chính phủ có các tài sản thương mại trị giá hàng nghìn tỉ đô la, từ doanh nghiệp cho đến lâm nghiệp, nhưng chúng thường được quản lý khá kém.
Cuốn sách chỉ ra những cải thiện có thể đạt được nhờ tạo ra hàng rào khoanh vùng tài sản trong các công ty mẹ hoạt động độc lập nhằm tách bạch chúng ra khỏi sự can thiệp chính trị. Những nhà quản lý chuyên nghiệp có thể khai thác chúng như thể chúng thuộc sở hữu tư.
Cuốn sách nằm trong danh sách “Sách của năm 2015” của tạp chí The Economist và danh sách “Những cuốn sách hay nhất năm 2015” của tạp chí Financial Times. Các tác giả đã cho thấy rằng tiêu chuẩn sống toàn cầu và cơ cấu của các tổ chức dân chủ trên khắp thế giới sẽ được cải thiện đáng kể nhờ công tác quản lý tài sản công tốt hơn. Nếu tài sản công được quản lý một cách chuyên nghiệp thì chính phủ có thể thu thêm 2,7 nghìn tỷ đô-la mỗi năm, đủ để tăng gấp đôi các khoản đầu tư dành cho cơ sở hạ tầng. Để gia tăng khả năng sinh lời của các tài sản công thương mại đang bị khai thác kém hiệu quả chắc chắn sẽ đòi hỏi sự đổi mới đáng kể trên thị trường vốn và hoạt động ngân hàng đầu tư.